# Ny Kaledoniens fodboldlandshold
Ny Kaledoniens fodboldlandshold repræsenterer Ny Kaledonien i fodboldturneringer og kontrolleres af Ny Kaledoniens fodboldforbund.